# Orgyia antiqua
Orgyia antiqua és una espècie de lepidòpter ditrisi de la família dels erèbids (Erebidae), subfamília Lymantriinae.

## Distribució
Orgyia antiqua és originària d'Europa, però ara té una distribució transcontinental a les regions Neàrtica i Paleàrtica.

## Descripció

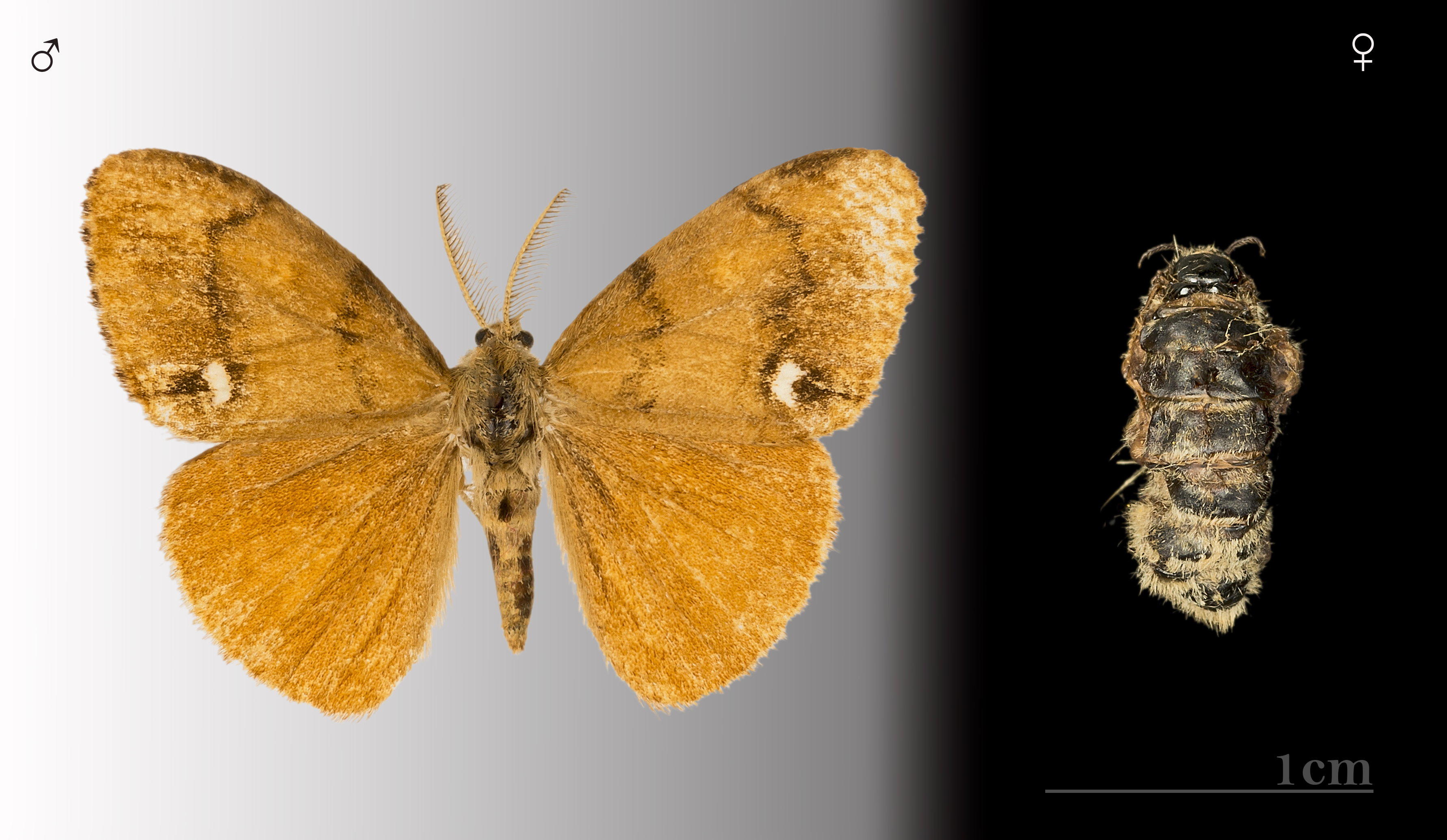
Dimorfisme sexual

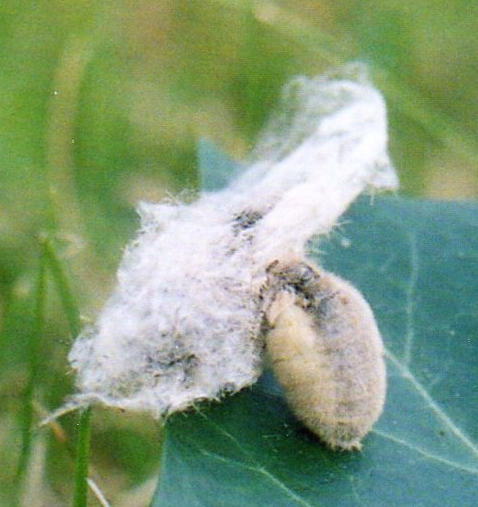
La femella no vola i passa la seva breu vida d'adult aferrada al seu capoll

Hi ha un dimorfisme sorprenent entre els mascles i les femelles d'aquesta espècie.
El mascle té típicament les ales de color taronja marró vermellós (ocre vermell i marró fosc); cada ala davantera té una taca blanca en forma de coma. Té antenes plomoses (curtes, bipectinades). La seva envergadura alar fa entre 35 i 38 mil·límetres.
La femella té ales vestigials i no vola; és de coloració grisa marronosa (gris ocre), té les antenes "poc bipectinades" i l'abdomen inflat.
L'eruga és peluda; és espectacular amb "geps", "banyes" i una «cua» en una combinació de colors gris fosc, vermell i groc.

## Estat
L'espècie no es troba en la Llista Vermella UICN (2007).

## Hàbitat
En el Regne Unit, Orgyia antiqua pot trobar-se en una varietat d'hàbitats amb força arbustos, incloent jardins, parcs, boscos oberts, pantans, tanques, matolls i erms.

## Hàbits
Els mascles volen en ziga-zaga a la recerca de femelles i són actius durant el dia i la nit. Els mascles de tant en tant van cap a la llum.
L'eruga és una plaga forestal menor a Amèrica del Nord, i pot esdevenir una plaga en les ciutats al Regne Unit.

## Cicle de vida

### Ou

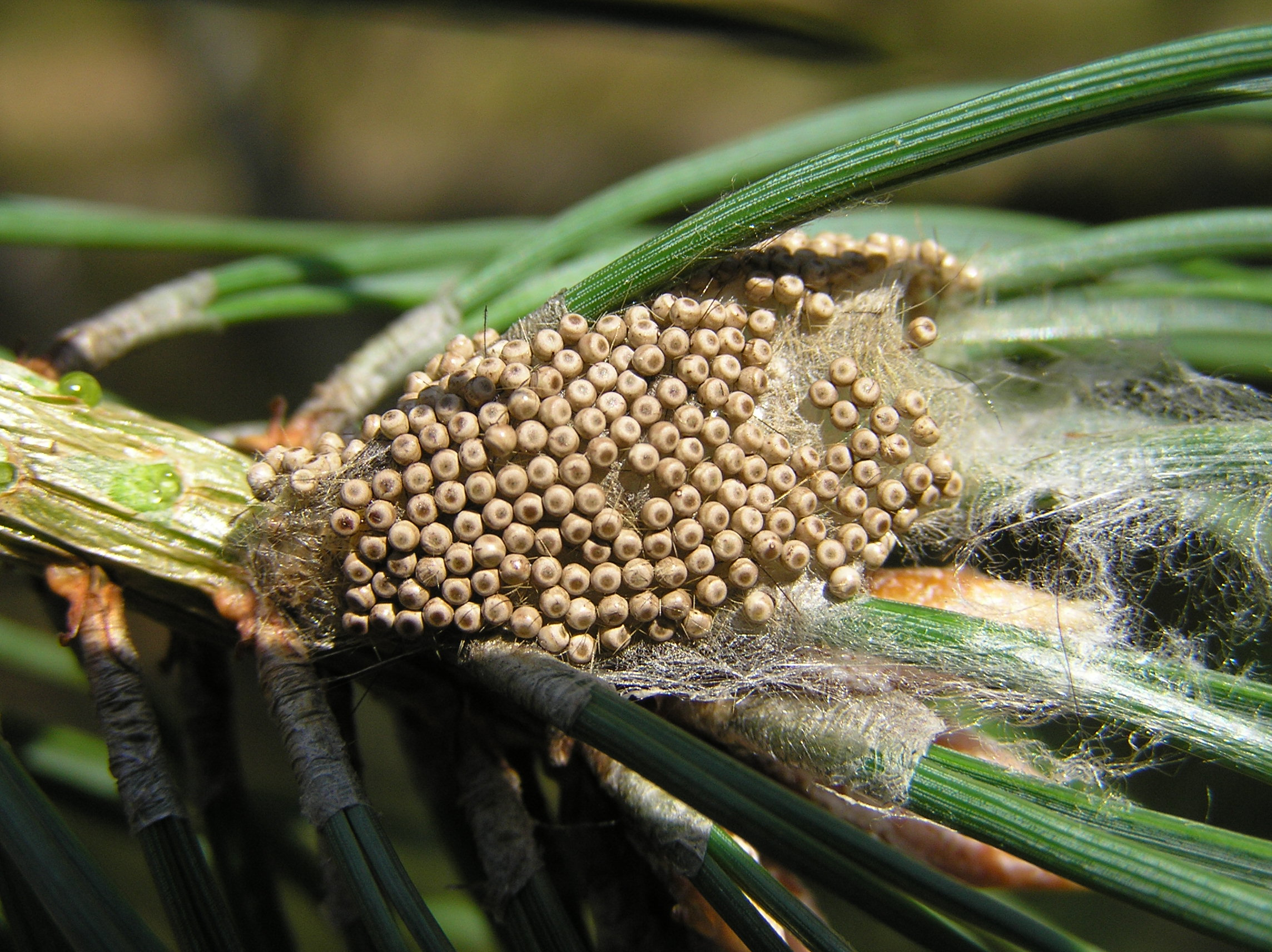
Ous i capoll buit damunt pi

Diversos centenars d'ous són dipositats a l'exterior del capoll buit de la femella, generalment unida a una planta hoste o alguna cosa propera. L'espècie passa l'hivern en estat d'ou.
Cada ou marró és arrodonit, amb les parts superior i inferior una mica aplanades. Hi ha una petita depressió més fosca a la banda superior.

### Larva
Les larves es desclouen a principis de primavera, tan aviat com el fullatge comença a aparèixer. Es reconeixen fàcilment pels seus flocs de pèls. Tenen 4 flocs gruixuts al llarg de la part posterior, i altres de més fins que es projecten des dels costats en la part davantera i en la part posterior. El cos és de color gris fosc a negre, i hi ha tubercles vermells al llarg dels costats i cap enrere. Tenen glàndules defensives en la part posterior, i posen els pèls contra elles per carregar-los de toxines. Fan al voltant de 30-40 mm; les femelles són considerablement més grans que els mascles.

### Pupa
Pupen en una esquerda de l'escorça d'un arbre o d'una tanca dins d'un capoll de seda. La pupa és de color negre brillant i és peluda.

### Imago

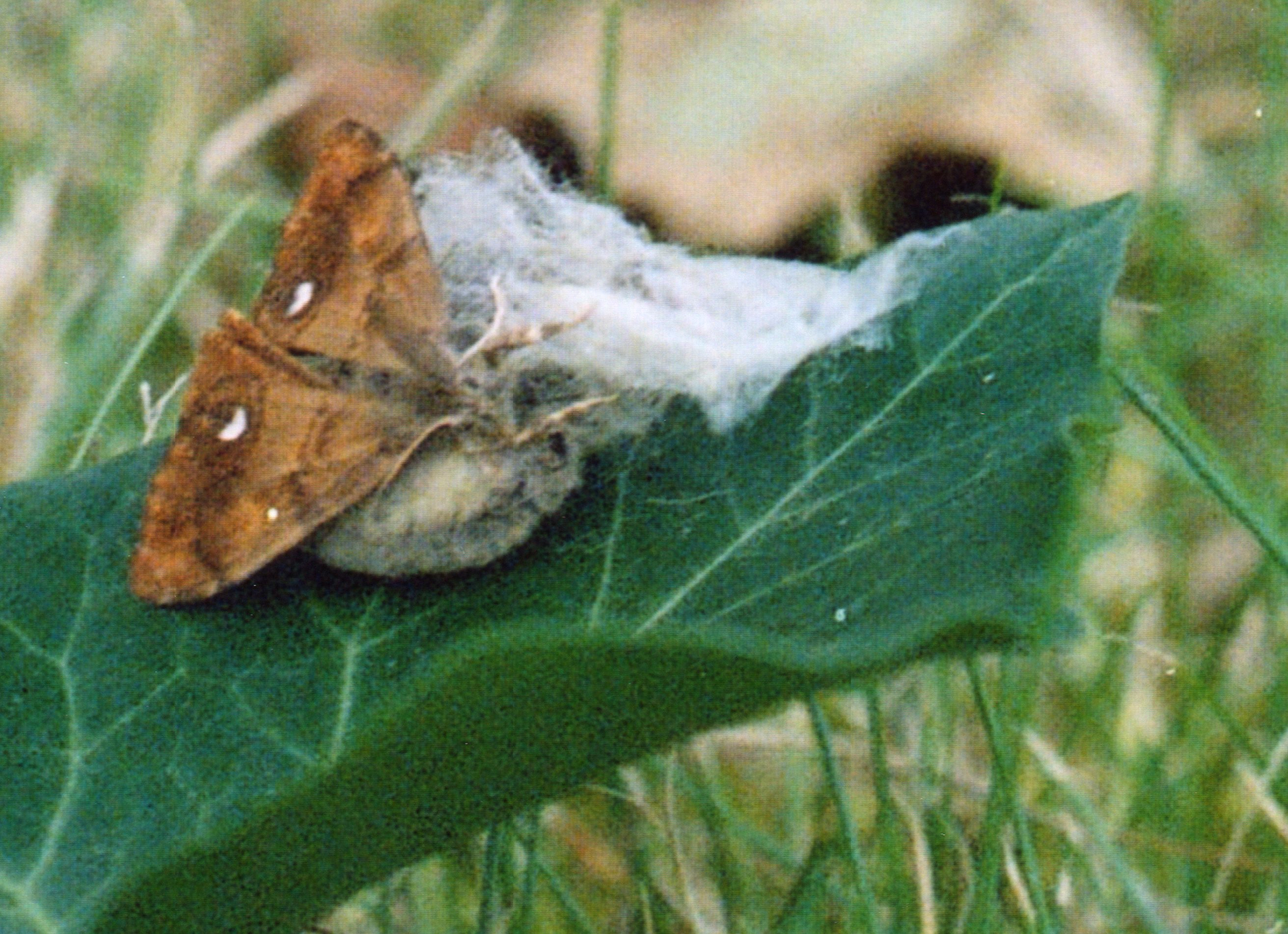
Mascle i femella aparellant-se

La femella atreu altres mascles a través de l'alliberament d'una feromona; els mascles troben la femella a través del gradient de concentració de la feromona alliberada. La femella s'aparella i pon els ous en grans nombres en el seu capoll de malla fina. Els adults no s'alimenten i, per tant, només tenen una vida curta. Dues o tres generacions volen des del maig fins a l'octubre; a Amèrica del Nord només hi ha una generació per any.
Els mascles són diürns; volen durant el dia, però a vegades se senten atrets per la llum.

## Plantes nutrícies
Són polífags i s'alimenten d'una àmplia gamma d'arbres caducifolis i arbustos, com Betula, Crataegus, Llima, Prunus, Quercus, Rubus, Salix, Tamarix i Vaccinium.
A Escòcia, l'espècie és gairebé sempre trobada sobre bedoll.

## Galeria

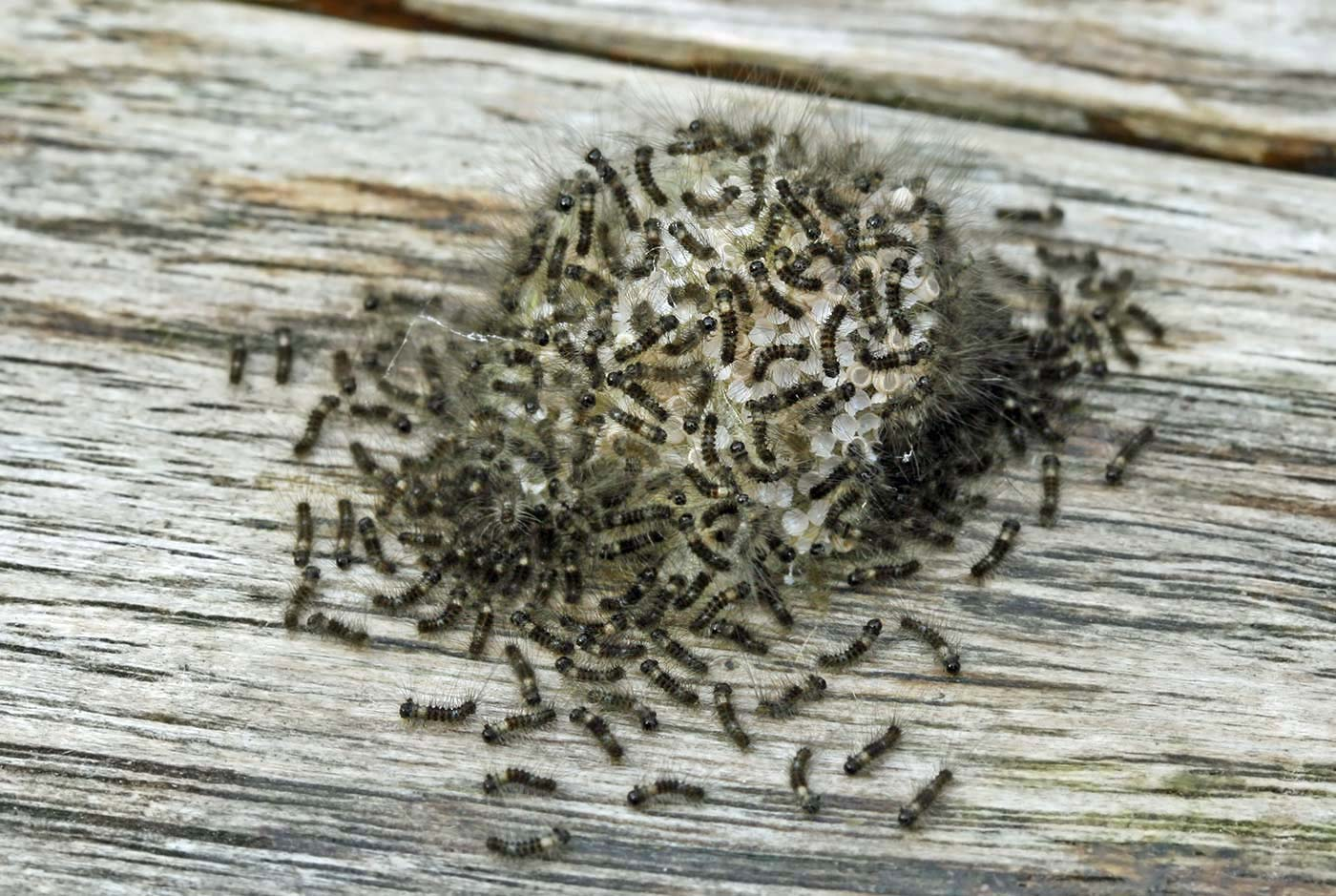
Larves joves
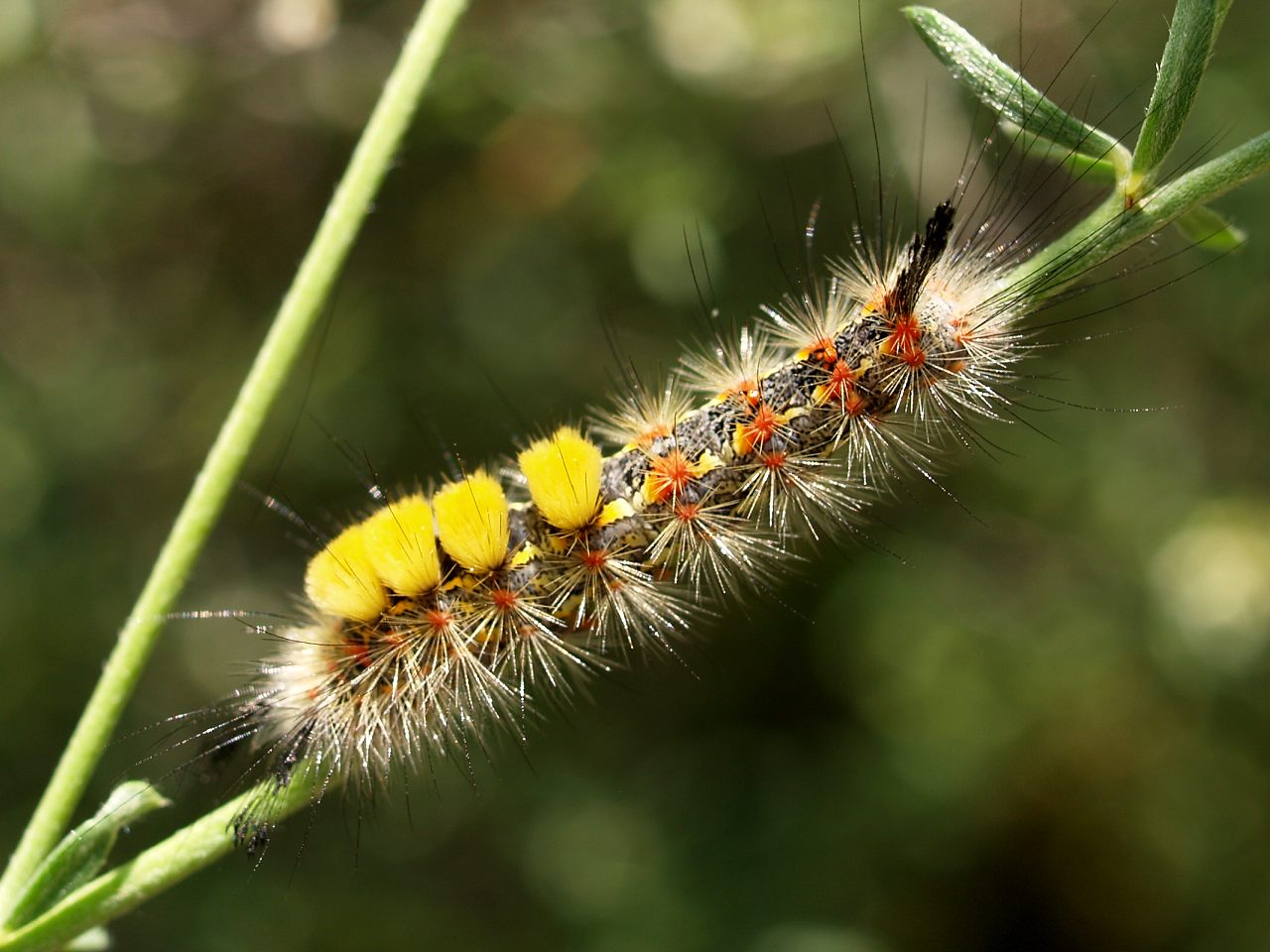
Orgyia antiqua larva
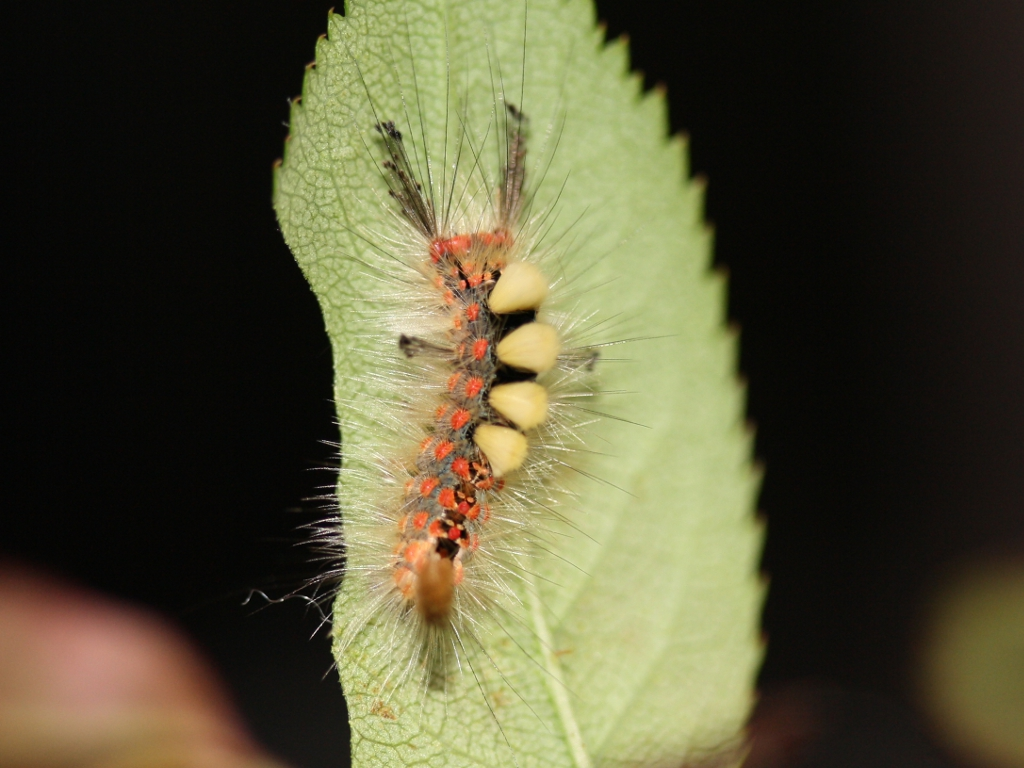
Larva
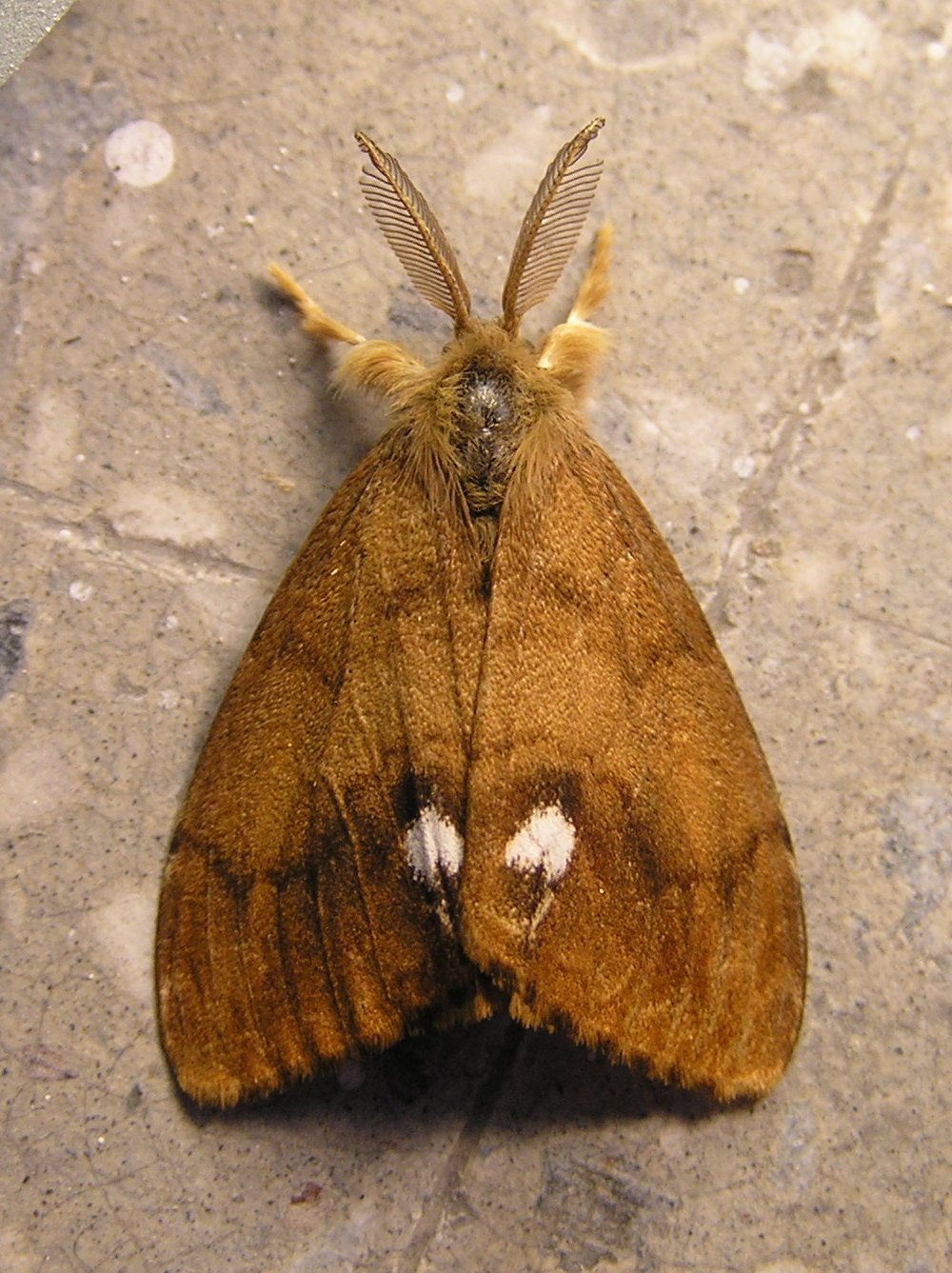
Mascle
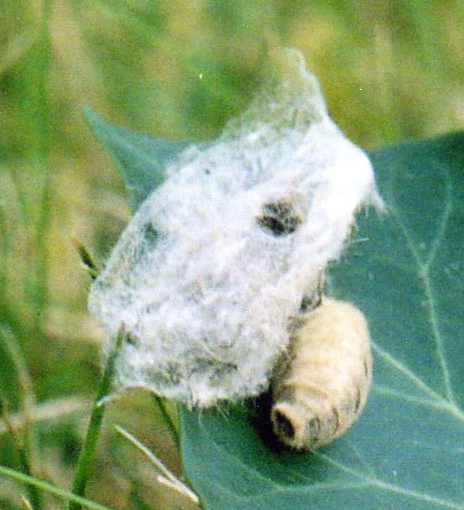
Femella
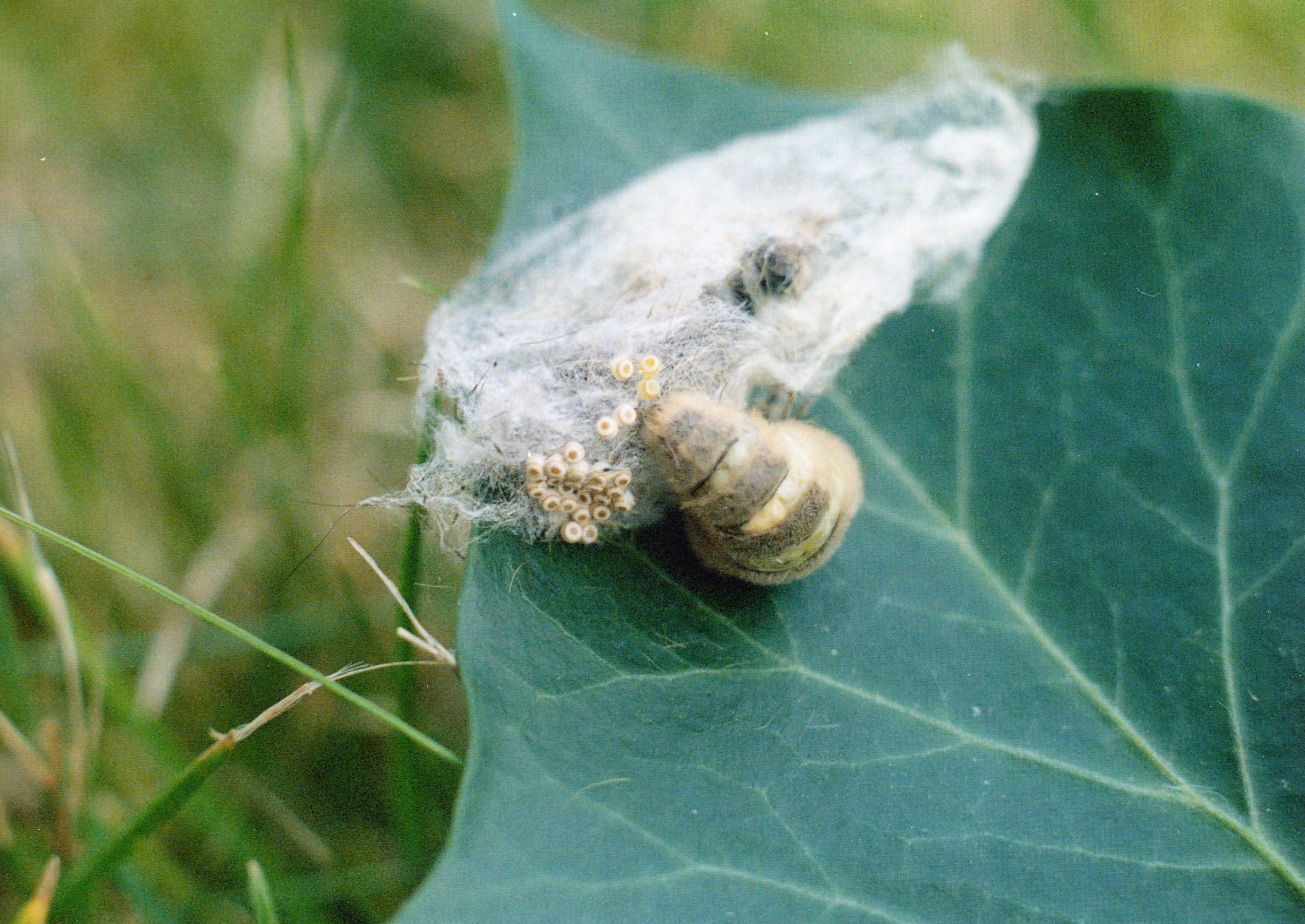
La femella posa els seus ous en les restes del seu propi capoll
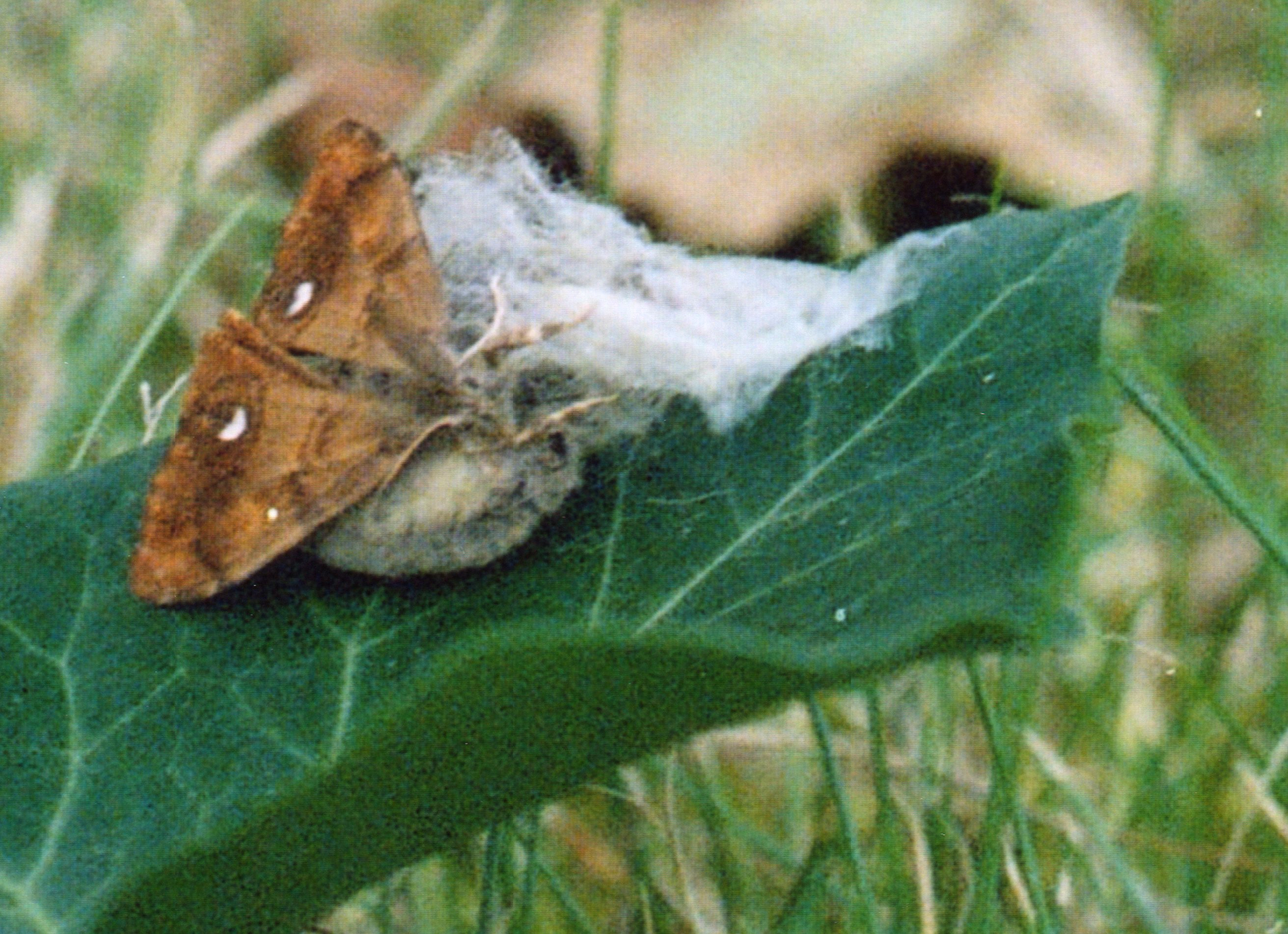
Aparellament
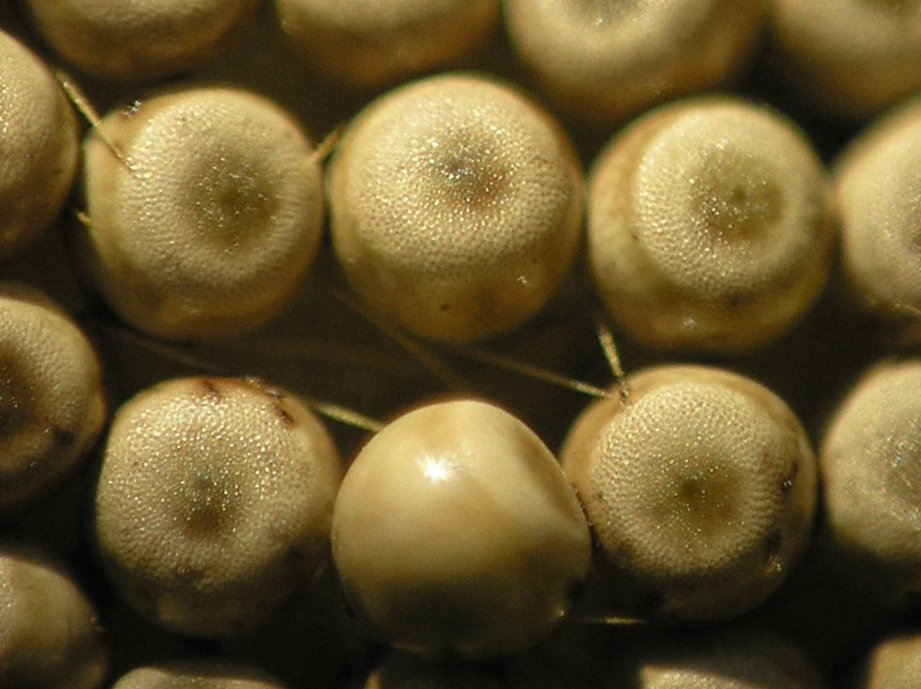
Ous (detall)
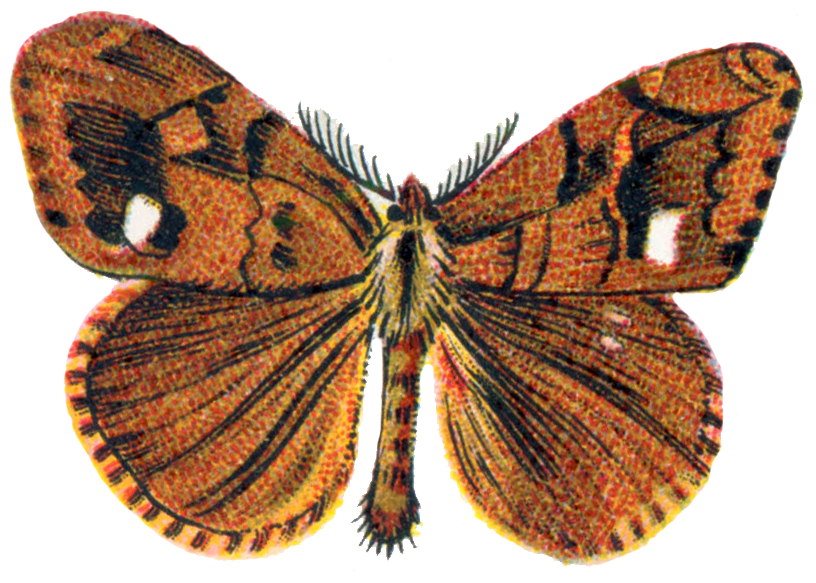
Il·lustració del mascle
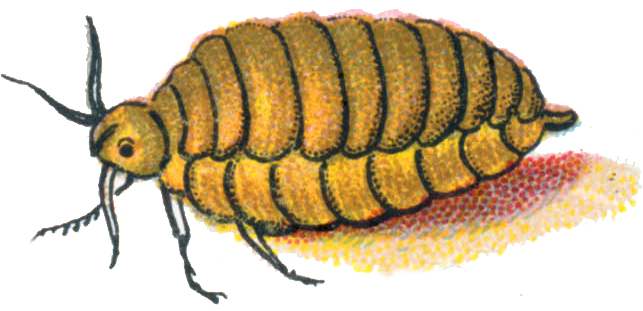
Il·lustració de la femella
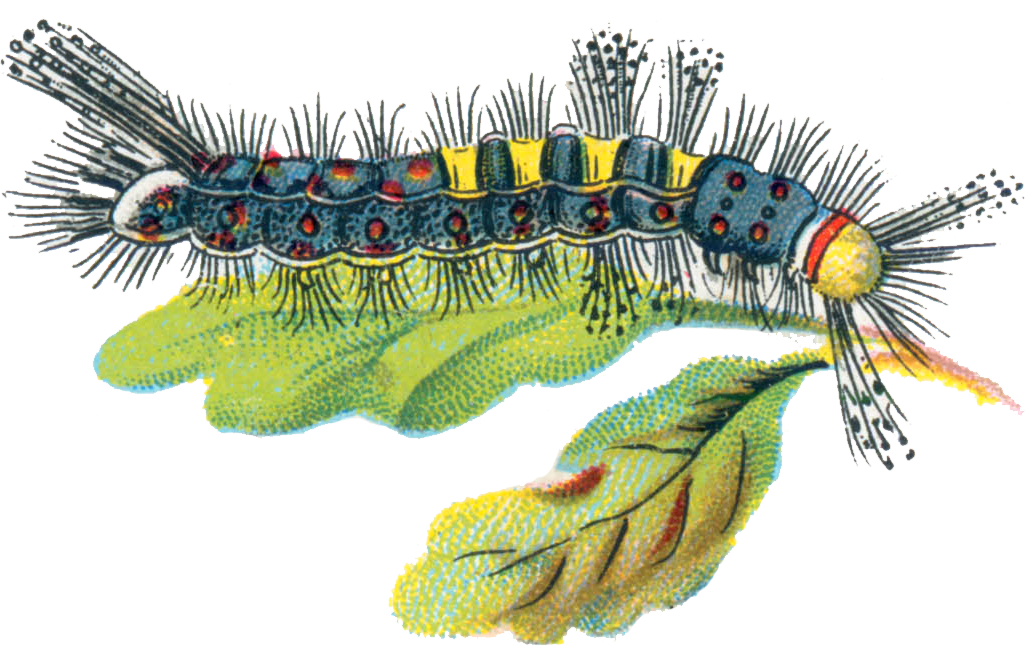
Il·lustració de la larva
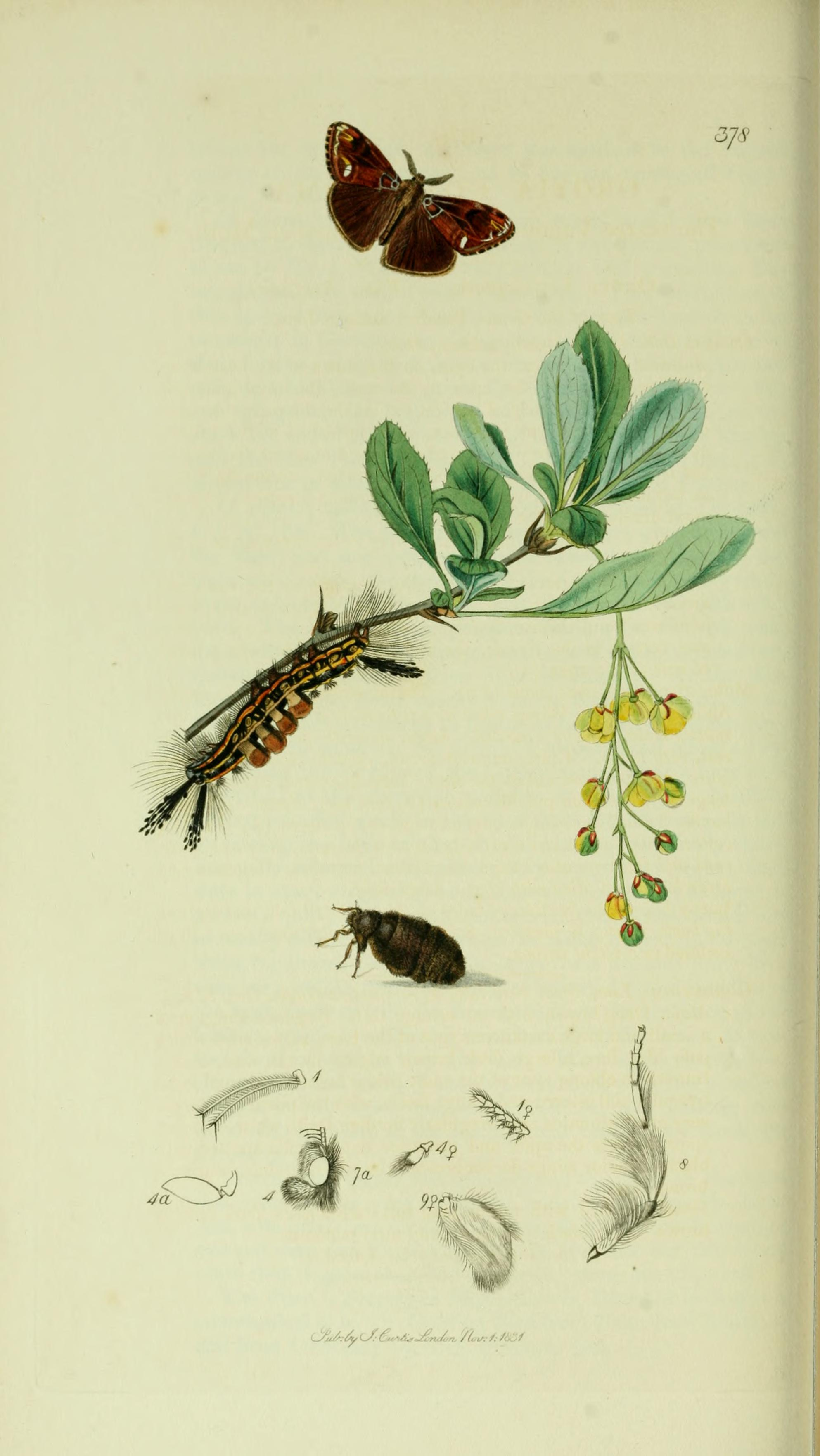
Il·lustració del volum 5 d'Entomologia britànica de John Curtis